# Carlton Centre
Il Carlton Centre è un grattacielo e centro commerciale di Johannesburg in Sudafrica. Alto 223 metri è il secondo edificio più alto del Sudafrica e il terzo in tutta l'Africa. È stato l'edificio più alto della nazione e del continente fino al completamento del The Leonardo nel 2019 e dell'Iconic Tower in Egitto.
L'edificio ospita numerosi uffici e negozi ed è collegato, tramite un centro commerciale sotterraneo con 180 negozi, al vicino Carlton Hotel, chiuso nel 1998 a seguito del degrado urbano del centro città.

## Storia

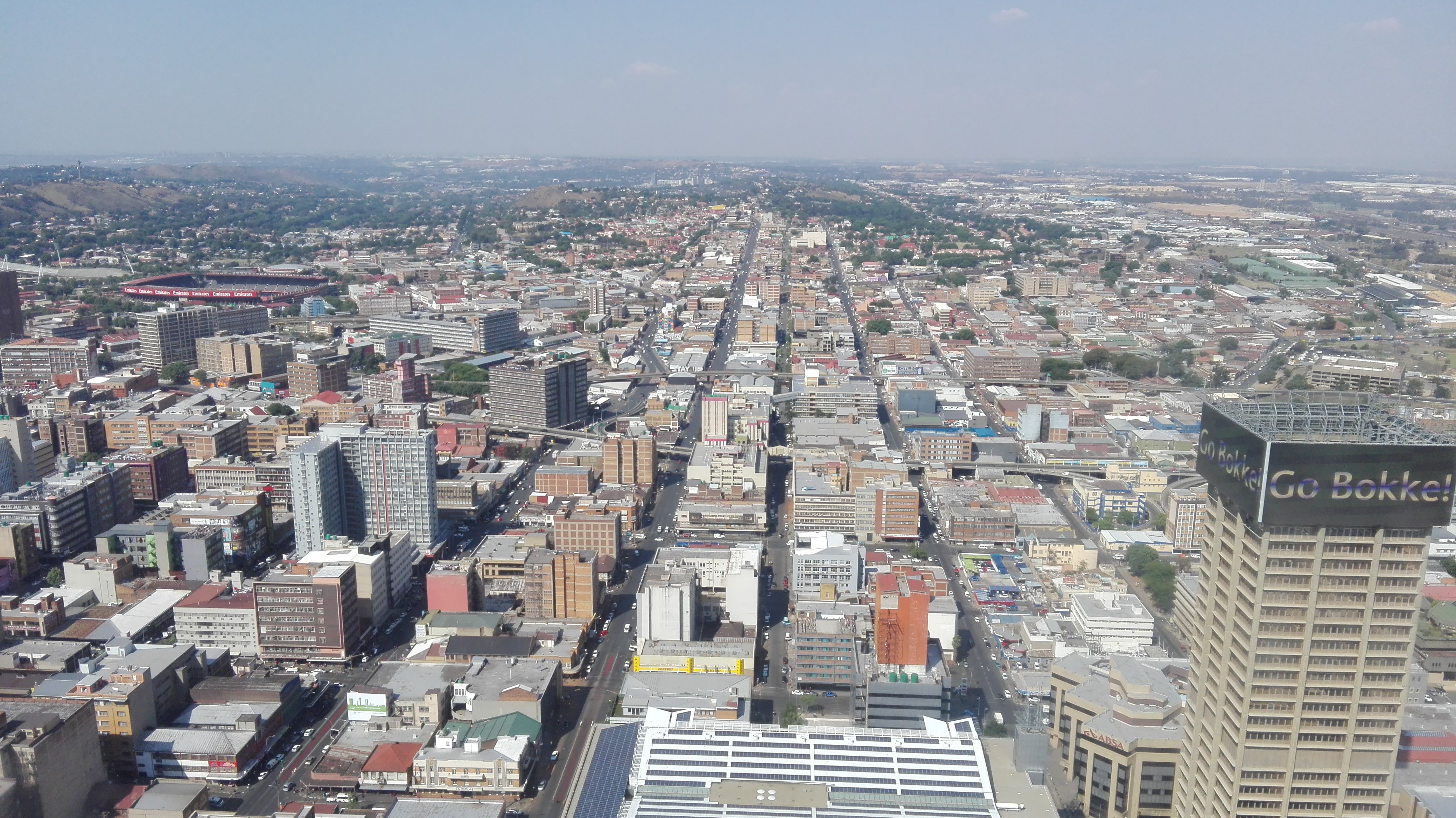
Vista panoramica dalla sommità dell'edificio

Progettato dallo studio di architettura statunitense Skidmore, Owings e Merrill venne costruito per dare lavoro ai nuovi impiegati di numerose aziende sudafricane che in quel periodo cercavano di avere una ripresa economica dopo la forte urbanizzazione che aveva caratterizzato il paese dopo la seconda guerra mondiale. Gli scavi delle fondamenta iniziarono nel gennaio del 1967 ma la costruzione dell'edificio si concluse solo nel 1974. Il grattacielo aprì comunque nel 1973. Il design del Carlton Centre è molto simile a quello della One Seneca Tower a Buffalo, New York, completata nel 1973. È stato la sede principale della società Transnet dal suo acquisto, nel 1999, fino al 2018. Il centro commerciale pur essendo rimasto vuoto per molti anni oggi è occupato al 93% da negozi e uffici.